# Rasmus Bengtsson
Rasmus Mattias Bengtsson (Malmö, 26 giugno 1986) è un ex calciatore svedese, di ruolo difensore.

## Carriera

### Club
Cresciuto nel settore giovanile del Malmö FF, fa il suo esordio professionale con la maglia del Trelleborg nel 2006, mentre la prima partita disputata con la nazionale maggiore avviene nel corso della partita contro il Messico nel gennaio 2009. Durante gli Europei Under-21 in Svezia, Rasmus gioca tutte e quattro le partite della sua squadra fin dall'inizio. Sebbene avesse stipulato un contratto con la Lazio e avesse già sostenuto le visite mediche per l'AZ Alkmaar, è stato presentato come nuovo acquisto dall'Hertha Berlino il 6 agosto 2009. Ma dopo una sola stagione, passata per la maggior parte in panchina, Bengtsson lascia la squadra tedesca e passa agli olandesi del Twente. Durante le prime due stagioni è spesso relegato in panchina ma nel 2012-2013 trova maggiore spazio, mentre l'anno successivo viene nominato capitano.
Complici alcuni problemi economici del club olandese, Bengtsson nel marzo 2015 passa dal Twente al Malmö FF, il club in cui era cresciuto. Con la squadra azzurra in sei anni vince tre titoli nazionali, anche se in realtà nell'ultimo anno colleziona solo una presenza a causa di un problema al ginocchio e di un rapporto teso con il tecnico Jon Dahl Tomasson e alcuni dirigenti. Questi dissapori lo portano e rescindere il contratto, e successivamente ad annunciare il suo ritiro dal calcio giocato nell'aprile 2021.

### Nazionale
La prima partita disputata con la nazionale maggiore avviene nel corso della partita contro il Messico nel gennaio 2009. Nello stesso anno prende parte anche agli Europei Under-21 in Svezia, durante i quali gioca dal primo minuto tutte e quattro le partite della sua squadra.

## Statistiche

### Cronologia presenze e reti in Nazionale
| Cronologia completa delle presenze e delle reti in nazionale ― Svezia | Cronologia completa delle presenze e delle reti in nazionale ― Svezia | Cronologia completa delle presenze e delle reti in nazionale ― Svezia | Cronologia completa delle presenze e delle reti in nazionale ― Svezia | Cronologia completa delle presenze e delle reti in nazionale ― Svezia | Cronologia completa delle presenze e delle reti in nazionale ― Svezia | Cronologia completa delle presenze e delle reti in nazionale ― Svezia | Cronologia completa delle presenze e delle reti in nazionale ― Svezia |
| Data                                                                  | Città                                                                 | In casa                                                               | Risultato                                                             | Ospiti                                                                | Competizione                                                          | Reti                                                                  | Note                                                                  |
| --------------------------------------------------------------------- | --------------------------------------------------------------------- | --------------------------------------------------------------------- | --------------------------------------------------------------------- | --------------------------------------------------------------------- | --------------------------------------------------------------------- | --------------------------------------------------------------------- | --------------------------------------------------------------------- |
| 28-1-2009                                                             | Oakland                                                               | Messico                                                               | 0 – 1                                                                 | Svezia                                                                | Amichevole                                                            | -                                                                     |                                                                       |
| 3-6-2013                                                              | Malmö                                                                 | Svezia                                                                | 1 – 0                                                                 | Macedonia                                                             | Amichevole                                                            | -                                                                     | 90’                                                                   |
| 5-3-2014                                                              | Ankara                                                                | Turchia                                                               | 2 – 1                                                                 | Svezia                                                                | Amichevole                                                            | -                                                                     | 46’                                                                   |
| 1-6-2014                                                              | Solna                                                                 | Svezia                                                                | 0 – 2                                                                 | Belgio                                                                | Amichevole                                                            | -                                                                     | 62’                                                                   |
| Totale                                                                |                                                                       | Presenze                                                              | 4                                                                     |                                                                       | Reti                                                                  | 0                                                                     |                                                                       |

## Palmarès

### Club

#### Competizioni nazionali
- Supercoppa dei Paesi Bassi: 2

Twente: 2010, 2011
- Coppa dei Paesi Bassi: 1

Twente: 2010-2011
- Campionato svedese: 3

Malmö: 2016, 2017, 2020